# Gaiter (possiólok)
|  | Per a altres significats, vegeu «Gaiter». |

Gaiter (en rus: Гайтер) és un poble (un possiólok) del krai de Khabàrovsk, a Rússia, que el 2012 tenia 32 habitants. Pertany al districte rural de Komsomolsk na Amure.